# Phillip Schofield
Phillip Schofield, född 1 april 1962 i Oldham, är en brittisk-nyzeeländsk tidigare programledare. Han var en av två programledare för This Morning mellan 2002 och 2023.
Schofield inledde sin karriär som programledare i Nya Zeeland, dit han som 19-åring flyttat med sin familj. Efter att ha flyttat tillbaka till Storbritannien ledde Scofield olika barnprogram för BBC.
Han blev 2002 en av två ordinarie programledare för This Morning, ett brittiskt morgonmagasin som sänds på ITV. Mellan 2009 och 2023 ledde han programmet tillsammans med Holly Willoughby.
Schofield berättade 2020 att han är homosexuell.
Han lämnade 2023 sin programledarroll på This Morning och avslutade sin anställning hos ITV sedan det uppdagats att Schofield haft ett utomäktenskapligt förhållande med en kollega, som Schofield först träffat när personen var i tonåren. Schofield uppgav att förhållandet inleddes först när personen nått en "icke-olaglig" ålder.

## Externa länbkar
- Wikimedia Commons har media som rör Phillip Schofield.